# Belgische tiara
De Belgische tiara is een pauselijke tiara daterend uit de 19de eeuw en zeer bekend omwille van zijn ongewone stijl. De tiara maakt deel uit van de pontificale schatkamer.

## Geschiedenis
De tiara was een gift van Maria-Hendrika, Koningin der Belgen, en haar hofdames aan paus Pius IX. De tiara werd de paus geschonken op 18 juni 1871. Hoewel de reden van deze gift officieel niet bekend is, mag worden aangenomen dat het geschenk een steunbetuiging was aan de paus, na het verlies van de Kerkelijke Staat in 1870.
De Belgische koninklijke familie staat bekend omwille van hun katholieke geloof. De eerste Koning der Belgen, Leopold I, bleef tot aan zijn dood protestant, maar beloofde bij zijn eedaflegging in 1831 om zijn kinderen katholiek op te voeden.
De unieke tiara werd ontworpen door architect en ontwerper Jean-Baptiste Bethune uit Gent. De tiara is rijk versierd en is onder meer verschillend van andere tiara's doordat op elk van de kronen een tekst is aangebracht:
- Bovenste kroon: Iesu Christi Vicario Infallibili (Aan de onfeilbare vicaris van Jezus Christus)
- Middelste kroon: Orbis Svpremo in Terra Rectori (Aan de opperste gouverneur van de wereld op aarde)
- Onderste kroon: Regum Atqve Popvlorvm Patri (Aan de Vader van de Landen en Koningen)[2]

Het is onbekend of Pius IX of een van diens opvolgers deze tiara ooit heeft gedragen. Pius IX kreeg gedurende zijn pontificaat zes tiara's.